# Harbour View Stadium
Harbour View Stadium - stadion piłkarski w Kingston na Jamajce. Swoje mecze rozgrywa na nim klub Harbour View. Stadion mieści 7000 osób.